# Митяєва Лідія Мефодіївна
Лі́дія Мефо́діївна Митя́єва (дошлюбне прізвище — Пахарєва; 14 квітня 1923, Мстислав — 16 листопада 1996, Київ) — українська художниця скла; член Спілки радянських художників України з 1958 року. Заслужений художник Української РСР з 1974 року, народний художник України з 1992 року. Мати художниці Таміли Московки, бабуся художниці Іванни Московки.

## Життєпис
Народилася 14 квітня 1923 року у місті Мстиславі (нині Могильовська область, Білорусь). 1941 року закінчила Київську середню художню школу імені Тараса Шевченка, де вчилася зокрема у Костянтина Єлеви, Василя Кричевського, Івана Хворостецького, Євгена Мамолата, Петра Носка.
У 1944—1950 роках працювала художником на Київському експериментальному кераміко-художньому заводі; у 1951—1956 роках — художником на Київському заводі художнього скла; у 1956—1964 роках — знову на Київському експериментальному кераміко-художньому заводі; у 1964—1985 роках — провідним художником на Київському заводі художнього скла.
Жила у Києві, в будинку на провулку Філатова, № 3/1, квартира № 49. Померла в Києві 16 листопада 1996 року.

## Творчість
Працювала в галузі декоративного мистецтва (скло, фарфор). Виготовляла прибори для пиття з скла та
кришталю, декоративні блюда, вази. Серед робіт:
набори
- «Вечірній» (1964);
- «Мереживо» (1970);
- «Полонина» (1970);
- «Весільний» (1971);
- «Карпати» (1971);
- «Червоний» (1972);
- «Весна» (1973, гутне скло, кришталь);
- «Чорний тюльпан» (1991);
- «Весна» (1992);
- «Свято» (1993);
- «Квітучий сад» (1994);

композиції
- «Світанок» (1970);
- «Весілля» (1971);
- «Березень» (1973);
- «Струмок» (1974);
- «Полум'я осені» (1974);
- «Синій птах» (1974);
- «Салют» (1976);
- «Надія» (1976);
- «Корали» (1981);
- «Листопад» (1982);
- «Рідне місто» (1982);
- «Приз» (1983);
- «Голосіївський ліс» (1985);
- «Мир» (1986);
- «Червона калина» (1989);
- «Кіннота» (1989);
- «Вишневий сад» (1994);

вази
- «40 років Радянської влади» (1957);
- «Тарас Шевченко» (1961);
- «Рідне місто» (1967);
- «Ранок» (1970);
- «Світанок» (1977);
- «Київ» (1977);

набори ваз
- «Золота осінь» (1973);
- «Зима» (1973);
- «Буковина» (1974);
- «Хвиля», «Сон» (1980);
- «Зимова ніч» (1982);
- «Квітуча ніч» (1985);

інше
- келихи «Подарункові» (1975);
- кераммічні композиції «Українські пісні» у санаторії «Світанок» у Черкасах (1990).

Брала участь у республіканських виставках з 1946 року, всесоюзних — з 1957 року, зарубіжних — з 1949 року. Персональні виставки відбулися у Києві у 1981 році; посмертні — у 1998, 2003 роках, Львові у 1981 році.
Окремі вироби майстрині зберігаються в Національному музеї українського народного декоративного мистецтва у Києві, Музеї історії Києва, Сумському художньому музеї та Канівському історичному музеї.